# Shiribeshi (phó tỉnh)
Shiribeshi (後志総合振興局 Shiribeshi-sōgō-shinkō-kyoku) là phó tỉnh của Hokkaidō, Nhật Bản. Tính đến ngày 1 tháng 10 năm 2020, dân số ước tính phó tỉnh là 87.589 người và mật độ dân số là 20 người/km2. Tổng diện tích phó tỉnh là 4305,82 km2.

## Hành chính
| Tên                            | Tên      | Diện tích (km2) | Dân số  | Huyện     | Loại đô thị | Bản đồ |
| Rōmaji                         | Kanji    | Diện tích (km2) | Dân số  | Huyện     | Loại đô thị | Bản đồ |
| ------------------------------ | -------- | --------------- | ------- | --------- | ----------- | ------ |
| Akaigawa                       | 赤井川村 | 280,11          | 1.157   | Yoichi    | Làng        |        |
| Furubira                       | 古平町   | 188,41          | 3.265   | Furubira  | Thị trấn    |        |
| Iwanai                         | 岩内町   | 70,64           | 13.210  | Iwanai    | Thị trấn    |        |
| Kamoenai                       | 神恵内村 | 147,71          | 904     | Furuu     | Làng        |        |
| Kimobetsu                      | 喜茂別町 | 189,51          | 2.286   | Abuta     | Thị trấn    |        |
| Kuromatsunai                   | 黒松内町 | 345,65          | 2.739   | Suttsu    | Thị trấn    |        |
| Kutchan (trung tâm hành chính) | 倶知安町 | 261,24          | 15.573  | Abuta     | Thị trấn    |        |
| Kyōgoku                        | 京極町   | 231,61          | 3.144   | Abuta     | Thị trấn    |        |
| Kyōwa                          | 共和町   | 304,96          | 6.136   | Iwanai    | Thị trấn    |        |
| Makkari                        | 真狩村   | 114,43          | 2.081   | Abuta     | Làng        |        |
| Niki                           | 仁木町   | 167z93          | 3.874   | Yoichi    | Thị trấn    |        |
| Niseko                         | ニセコ町 | 197,13          | 4.938   | Abuta     | Thị trấn    |        |
| Otaru                          | 小樽市   | 243,13          | 115.333 | Không có  | Thành phố   |        |
| Rankoshi                       | 蘭越町   | 449,68          | 4.893   | Isoya     | Thị trấn    |        |
| Rusutsu                        | 留寿都村 | 119,92          | 1.940   | Abuta     | Làng        |        |
| Shakotan                       | 積丹町   | 238,2           | 2.215   | Shakotan  | Thị trấn    |        |
| Shimamaki                      | 島牧村   | 437,26          | 1.560   | Shimamaki | Làng        |        |
| Suttsu                         | 寿都町   | 95,36           | 3.113   | Suttsu    | Thị trấn    |        |
| Tomari                         | 泊村     | 82,35           | 1.750   | Furuu     | Làng        |        |
| Yoichi                         | 余市町   | 140,6           | 19.698  | Yoichi    | Thị trấn    |        |